# Кроули, Тимоти Джозеф
Тимоти Джозеф Кроули (англ. Timothy Joseph Crowley, 16 января 1880 года, Килмаллок, Великобритания — 2 октября 1945 года, Восточная Бенгалия) — католический прелат, пятый епископ Дакки с 9 ноября 1929 года по 2 октября 1945 года. Член монашеской Конгрегации Святого Креста.

## Биография
Родился в 1880 году в ирландском посёлке Клималлок. 2 августа 1905 года рукоположён в священники в монашеской Конгрегации Святого Креста.
26 января 1927 года римский папа Пий XI назначил его вспомогательным епископом Дакки и титулярным епископом Епифании Киликийской. 1 мая 1927 года состоялось его рукоположение в епископы, которое совершил епископ Дакки Аман-Теофиль-Жозеф Легран в сослужении с епископом Кришнагара Сантино Таведджиа и епископом Патны Луи Ван-Гоком.
9 ноября 1929 года римский папа Пий XI назначил его епископом Дакки.
Скончался в октябре 1945 года в Дакке.